# Evenus coronata
Evenus coronata là một loài bướm ngày thuộc họ Bướm xanh. Nó được tìm thấy ở nam México cho tới Ecuador trong khu vực rộng lớn ven biển.
Sải cánh có thể dài tới 60mm ở con đực.

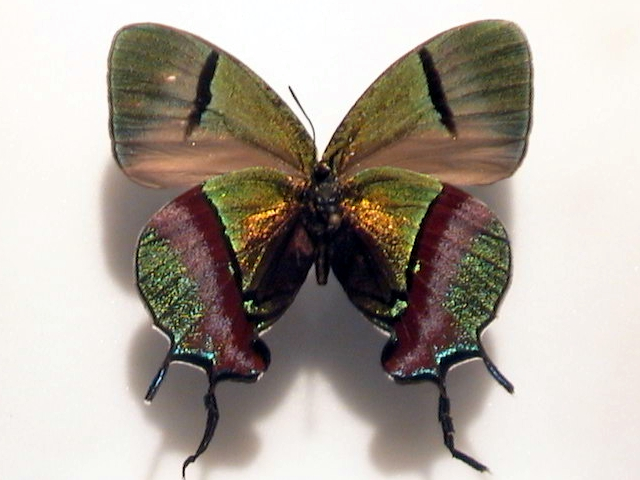
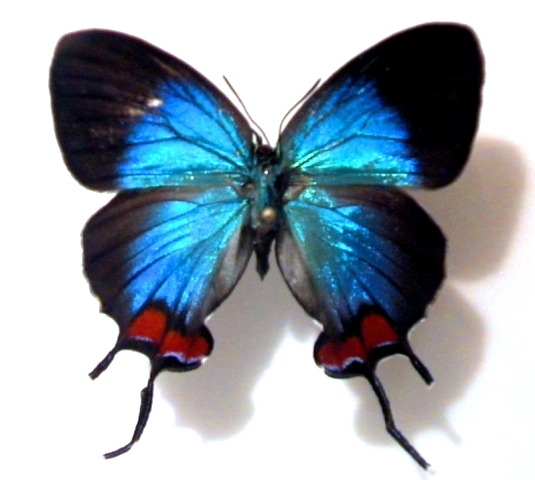